# Chorisoneura panamae
Chorisoneura panamae är en kackerlacksart som beskrevs av Morgan Hebard 1920. Chorisoneura panamae ingår i släktet Chorisoneura och familjen småkackerlackor. Inga underarter finns listade i Catalogue of Life.